# Ma Haide
Mǎ Hǎidé (chinesisch 马海德; geboren 26. September 1910 in Buffalo (New York) als George Hatem; gestorben 3. Oktober 1988 in Beijing) war ein chinesischer Arzt libanesisch-US-amerikanischer Abstammung.

## Biografie

### Eltern
George Shafik Hatem (arabisch: جورج شفيق حاتم) stammte aus einer libanesisch-US-amerikanischen Familie in New York. Sein Vater Nahoum Salama Hatem war 1902 aus Hammana (حمانا) im Libanon in die USA gezogen und arbeitete in einer Textilfabrik in Lawrence (Massachusetts). Während eines Aufenthalts im Libanon heiratete er 1909 Thamam Joseph aus dem Dorf Bahannes. Beide stammten aus maronitischen Familien. Nach der Heirat zog das Paar nach Buffalo (New York), wo Nahoum Hatem in einem Stahlwerk arbeitete. In Buffalo wurde ihr erster Sohn George geboren.

### Jugend
Im Jahr 1923 schickte George Hatems Vater ihn nach Greenville in North Carolina und besuchte dort eine High School. Einige Jahre später kam der Rest der Familie nach und eröffnete ein Kurzwarengeschäft.
George Hatem besuchte Einführungskurse zum Medizinstudium an der Universität North Carolina und studierte danach Medizin an der Amerikanischen Universität Beirut sowie an der Universität Genf. In Genf lernte er Studenten aus Ostasien kennen und hörte viel von China.

### Shanghai
Am 3. August 1933 schiffte sich Hatem mit seinen Studienkollegen Lazar Katz und Robert Levinson in Triest ein; am 5. September kamen sie in Shanghai an.
Hatem eröffnete eine Praxis in Shanghai und nahm den chinesischen Namen Mǎ Hǎidé (Wade-Giles-Transkription: Ma Hai-tê) an. In Shanghai lernte er die Journalistin Agnes Smedley, den Neuseeländer Rewi Alley und die Politikerin Song Qingling (Witwe von Sun Yat-sen) kennen und in weiterer Folge Liu Ding, einen Verbindungsmann der Kommunistischen Partei Chinas.
Im Jahr 1936 überlegte George Hatem bzw. Mǎ Hǎidé, entweder nach Spanien zu gehen, um auf Seiten der Republikaner zu kämpfen, oder sich der kommunistischen Bewegung in Nordostchina anzuschließen. Er gab seine Praxis auf und gelangte auf Schleichwegen durch die Guomindang-Front in Gebiete, die von der KPCh kontrolliert wurden, wo er als Arzt bei den kommunistischen Truppen arbeitete.

### Rote Armee
Im Sommer 1936 gelangte Mǎ Hǎidé gemeinsam mit dem Journalisten Edgar Snow in das Hauptquartier der KPCh bei Bao’an (heute Zhidan), den Hauptort der Grenzregion von Shaanxi, Gansu und Ningxia. Auf Wunsch von Mǎ Hǎidé erwähnte Edgar Snow ihn in seinem Aufsehen erregenden Buch »Red Star Over China« jedoch nicht namentlich.
Als der Krieg mit Japan sich im Jahr 1937 zuspitzte, schlug Mǎ Hǎidé Song Qingling, Agnes Smedley und anderen prominenten Persönlichkeiten vor, im Ausland medizinisches Personal für die kommunistischen Truppen anzuwerben, die in Nordchina Widerstand gegen die japanische Besatzung leisteten. Er traf Norman Bethune, als dieser Ende März 1938 in Yan’an eintraf und half ihm beim Aufbau des Gesundheitswesens für die Truppen und die Bevölkerung in dem Gebiet. Mǎ Hǎidé traf auch die Dixie Mission aus den USA, als diese im Juli 1944 in China eintraf.
Mǎ Hǎidé heiratete die Schauspielerin Zhōu Sūfēi 周苏菲 und hatte einen Sohn (Zhōu Yòumǎ 周幼马, geb. 1943) und eine Tochter (Liang Bi).

### Volksrepublik
Mǎ Hǎidé arbeitete bis 1949 bei den kommunistischen Truppen. Nach der Gründung der Volksrepublik arbeitete er im Gesundheitswesen der Volksrepublik und erhielt in den 1950er Jahren als erster Ausländer die Staatsbürgerschaft der Volksrepublik China. Er machte sich während der Nachkriegszeit um die Ausrottung der Lepra und um die Bekämpfung von Geschlechtskrankheiten verdient.
Während der Kulturrevolution wurde Mǎ Hǎidé politisch verfolgt.
Mǎ Hǎidé starb im Alter von 78 Jahren. Er ist auf dem Revolutionsfriedhof Babaoshan begraben.

## Auszeichnungen
In Hammana, der Heimatstadt seines Vaters, wurde der Hauptplatz nach Mǎ Hǎidé benannt.
Die kommunistische Partei Chinas ernannte ihn zum Alten Freund des chinesischen Volkes.
1986 erhielt Mǎ Hǎidé den Albert Lasker Public Service Award.